# Flimbo's Quest
Flimbo's Quest è un videogioco a piattaforme a scorrimento con ambientazione fantasy, pubblicato da System 3 per i computer Amiga, Amstrad CPC, Atari ST e Commodore 64 nel 1990. La versione ZX Spectrum venne annunciata ma mai pubblicata. Sviluppato inizialmente per Amiga e Commodore 64 da un gruppo olandese, Flimbo's Quest fu il primo titolo edito in modo indipendente dalla System 3 (che dal 1986 si era appoggiata alla Activision per la distribuzione). Fu anche uno dei quattro titoli inclusi con la console Commodore 64 Games System.
Nonostante la poca originalità, ottenne spesso ottimi giudizi dalla critica, soprattutto in versione Commodore 64, in particolare la rivista Zzap! assegnò un voto ancora più alto e una "medaglia d'oro" alla riedizione economica di due anni dopo.

## Trama
Flimbo è un ragazzo innamorato di Pearly la quale viene rapita dal Dottor Fransz Dandruff (lett. "forfora"), il cattivo del videogioco, per sviluppare i suoi esperimenti sull'immortalità. Flimbo così parte alla ricerca per salvare la sua amata. Flimbo, che ha l'aspetto di un ragazzino con cappello da baseball in stile cartone animato, deve attraversare le proprietà di Dandruff, difese dai mostri da lui allevati, chiamati GUM (Genetically Undesirable Mutants, "mutanti geneticamente indesiderabili"). Per passare da un territorio all'altro Flimbo deve trovare delle pergamene con formule magiche. Verrà aiutato dal mago Dazz Bazian, che gli fornisce equipaggiamento, ma a pagamento.

## Modalità di gioco
Il videogioco si sviluppa su sette livelli con scorrimento orizzontale libero in entrambi i sensi, con effetto parallasse (solo nella versione Amstrad non c'è scorrimento e le schermate cambiano a scatti).
Flimbo può camminare in orizzontale, saltare, e scendere giù dalle piattaforme in qualunque punto. È armato di una piccola pistola che spara in orizzontale, con la quale dovrà sconfiggere i GUM, mostricciattoli di vari tipi che camminano o volano. Il contatto con un GUM causa la perdita di una vita, mentre se si esaurisce il tempo globale a disposizione si ha subito il game over.
Sparse in ogni livello ci sono alcune porte, una delle quali conduce al negozio di Dazz Bazian; altre porte possono condurre a stanze segrete piene di bonus. Al negozio, selezionando le relative icone, si potranno acquistare diversi oggetti e power-up, tra cui miglioramenti dell'arma, pozioni di invulnerabilità temporanea, prolungamenti del tempo.
Per completare un livello è necessario comporre una parola magica ottenendo le lettere da una serie di pergamene che devono essere portate al negozio. Le pergamene possono essere raccolte oppure comprate a caro prezzo direttamente al negozio. Ogni pergamena conferisce una lettera, ma esiste anche una rara pergamena che contiene tutta la parola magica.
I GUM uccisi spesso rilasciano dei bonus da raccogliere, che possono essere il denaro da spendere al negozio, oggetti come quelli acquistabili, oppure cuoricini da portare al negozio per ottenere punti bonus; i cuoricini cambiano colore sparandogli e se si raccolgono tutti i colori si vince una vita.
Flimbo può trasportare un solo oggetto alla volta, che viene mostrato in una finestrella sotto la visuale di gioco; quando non si trasporta nulla la finestrella mostra l'esatto tipo di GUM che bisogna uccidere per ottenere la prossima pergamena.